# Joan de la Pau
Joan de la Pau, també anomenat de Porta Pacis i Joan Soldat (Pisa, ca. 1270 - 1335) va ser un religiós toscà, fundador de la Companyia dels Disciplinants de San Joan Evangelista de la Porta de la Pau de Pisa. Va ser proclamat beat i és venerat per l'Església catòlica.

## Biografia
Giovanni Cini o Cini da Pisa, va ser soldat al servei de la República Pisana. El 8 d'octubre de 1296 va participar en un atemptat contra l'arquebisbe Matteo de Pisa i va ser empresonat. Durant l'estada a la presó, va meditar i va canviar la seva vida.
En sortir, va ingressar al Tercer Orde Regular de Sant Francesc. El 1305 va ser elegit president de la Pia Casa della Misericordia, dedicada a la caritat amb els necessitats; ell introduí la pràctica de dur les almoines (robes, menjar o diners) de nit, per evitar avergonyir qui les rebia en públic. Es va fer eremita, amb el nom de Joan de la Pau, a una ermita de la Porta de la Pau de la ciutat i va atraure molts seguidors joves; amb ells, fundà la Congregació dels Eremites Terciaris Franciscans, coneguts com a Fraticelli de la Penitència, ja extinta.
A l'ermita de Santa Maria della Sambuca, va fundar la Companyia de Disciplinants de San Joan Evangelista de la Porta de la Pau, amb l'objectiu que els seus membres, laics i sense vincle amb un orde religiós, conreessin la vida espiritual i fessin penitència i pregària. En aquesta església de la Sambuca, Joan passà els últims anys de la seva vida, tancat en una petita cel·la, rebent l'almoina del menjar quotidià a través d'una finestreta, sense sortir-ne.
Morí cap al 1335. Va ser enterrat al Cementiri Monumental de Pisa, i el 1856 les seves restes van ser traslladades a l'església de San Francesco de Pisa, dels frares menors conventuals.
Pius IX va confirmar el culte que se li retia, donant-li el títol de beat el 10 de setembre 1857. La seva festivitat és el 12 de novembre.